# Мислениці
Мислениці (іноді Мислиничі, пол. Myślenice) — місто в Південній Польщі.
Адміністративний центр Мисленицького повіту Малопольського воєводства.

## Демографія
Демографічна структура станом на 31 березня 2011 року:
|          | Загалом | Допрацездатний вік | Працездатний вік | Постпрацездатний вік |
| -------- | ------- | ------------------ | ---------------- | -------------------- |
| Чоловіки | 8882    | 1864               | 6016             | 1002                 |
| Жінки    | 9532    | 1741               | 5580             | 2211                 |
| Разом    | 18414   | 3605               | 11596            | 3213                 |